# قریه بنی مالک (روستا)
 قریه بنی مالک  (در عربی:  قَریَة بَنی مالک )
نام روستایی است در دهستان القرعة از توابع استان رَیمه در کشور یمن در شبه جزیره عربستان.

## جمعیت
جمعیت آن (۱۰۷ ) نفر (۱۱ خانوار) می‌باشد.